# Parentele
Parentel oder Parentele (lat. parens – Elternteil bzw. parentes – Eltern) ist ein Begriff des Erbrechts.

## Geschichte
Eine Parentel (lat. parentela) war im deutschen Rechte des Mittelalters die Gesamtheit der durch den nächsten gemeinsamen Stammvater Verbundenen. Die erste Parentel bilden hiernach der Erblasser und seine Nachkommen, die zweite der Vater und die Geschwister des Erblassers nebst ihrer Nachkommenschaft, welche durch den Großvater des Erblassers verbunden sind etc. Hierauf gründete sich die namentlich im Lehnswesen übliche Parentelordnung (Parentelensystem, Lineal-Gradualerbfolge), wonach die Erbberechtigung sich nach der Nähe der Parentel und innerhalb der letzteren durch Gradesnähe bestimmte. Das römische Recht verstand unter respectus parentelae das Verhältnis derjenigen Seitenverwandten (Oheime, Tanten), welche nur einen Grad von dem gemeinschaftlichen Verwandten entfernt sind, zu denjenigen (Neffen, Nichten), welche mehrere Grade von jenem entfernt stehen. Das deutsche Bürgerliche Gesetzbuch (BGB) verwendet bei der Bestimmung der gesetzlichen Erbfolge stattdessen das Synonym Ordnung. Eine Parentel (Ordnung) ist eine Gesamtheit von Menschen, die alle von einer gemeinschaftlichen Person (Vorfahre) abstammen, einschließlich der Person selbst und jener Menschen, die nur über deren Nachkommen mit ihr verwandt sind. Ausnahme: Beispielsweise in der zweiten Ordnung gehören beide Eltern des Erblassers entgegen obiger Definition zu einer Parentele, obwohl sie weder miteinander verwandt sind noch voneinander abstammen. Lediglich in der ersten Ordnung, welche die Abkömmlinge des Erblassers erfasst, ist der Partner, mit dem Kinder gezeugt wurden, nicht mit in die Ordnung einbezogen. Ist er Ehegatte, besteht für ihn ein eigenes gesetzliches Ehegattenerbrecht.

## Sinn
Über die Einteilung der Verwandten des Erblassers in Ordnungen (sog. Parentelsystem) und die Festlegung einer Rangfolge dieser Ordnungen regelt das deutsche Erbrecht in Zusammenspiel mit anderen Prinzipien die gesetzliche Erbfolge, d. h. die Verteilung des Nachlasses unter den Angehörigen des Erblassers für den Fall, dass er die Verteilung nicht durch Testament selbst bestimmt hat. Dem Parentelsystem kommt dabei die Aufgabe zu, all jene Personen herauszufiltern, die nicht erben. Gemäß § 1930 BGB ist ein Verwandter nicht zur Erbfolge berufen, solange bei dem Eintritt des Erbfalls auch nur ein Verwandter einer vorhergehenden Ordnung am Leben war. Damit wird die 1. Ordnung, d. h. die jüngste Generation bevorzugt, was im Regelfall auch dem mutmaßlichen Willen des Erblassers entspricht. Lebt z. B. auch nur ein Kind oder Enkel des Erblassers bei dessen Tod, so schließt es bzw. er alle Personen der höheren Ordnungen von der Erbfolge aus.